# Coco Chico
Coco Chico är en ort i Mexiko.   Den ligger i kommunen Huejutla de Reyes och delstaten Hidalgo, i den sydöstra delen av landet, 210 km norr om huvudstaden Mexico City. Coco Chico ligger 139 meter över havet och antalet invånare är 423.
Terrängen runt Coco Chico är platt åt sydost, men åt nordväst är den kuperad. Runt Coco Chico är det ganska tätbefolkat, med 248 invånare per kvadratkilometer. Närmaste större samhälle är Huejutla de Reyes, 2,2 km söder om Coco Chico. Omgivningarna runt Coco Chico är en mosaik av jordbruksmark och naturlig växtlighet.